# Supercoppa dell'Uzbekistan
La Supercoppa dell'Uzbekistan (Oʻzbekiston Superkubogi) è una competizione annuale uzbeka in cui si affrontano in un'unica gara i vincitori della massima serie del campionato uzbeko di calcio, e i detentori della Coppa dell'Uzbekistan.

## Storia
La prima edizione della Coppa fu organizzata nel 1999. Le prime partite della Coppa si disputarono nel 1999 allo stadio "Central" di Fergana, davanti a 6.000 tifosi, tra le squadre "Navbahor" di Namangan (vincitrice della Coppa del 1998) e "Pakhtakor" di Tashkent (vincitrice dell'Oliy Liga del 1998). La Coppa non si tenne dal 2000 al 2014 per vari motivi. Nel gennaio 2012, l'UzPFL annunciò la ripresa della Supercoppa dell'Uzbekistan. La partita era prevista per l'11 marzo 2012 tra i club "Pakhtakor" e "Bunyodkor". Il 7 marzo 2012, l'UzPFL annunciò che la partita di Supercoppa era stata annullata a causa delle cattive condizioni dello stadio Jar e che si sarebbe disputata in una data successiva, ma la partita non si tenne. Il 7 marzo 2014 si è tenuta la partita di Supercoppa tra il Bunyodkor di Tashkent e il Lokomotiv. La partita si è disputata dal 2014 al 2016. Non si è disputata nelle stagioni 2017 e 2018 per vari motivi. La Supercoppa è ripresa nella stagione 2019. La competizione non si è disputata nella stagione 2020 a causa della pandemia di COVID-19. Si disputa dal 2021.

## Albo d'oro
| Anno | Vincitore          | Risultato         | Finalista          |
| ---- | ------------------ | ----------------- | ------------------ |
| 1999 | Navbahor Namangan  | 4 - 2             | Paxtakor           |
| 2014 | Bunyodkor          | 2 - 1             | Lokomotiv Tashkent |
| 2015 | Lokomotiv Tashkent | 4 - 0             | Paxtakor           |
| 2016 | Nasaf Qarshi       | 1 - 0             | Paxtakor           |
| 2019 | Lokomotiv Tashkent | 2 - 1             | AGMK Olmaliq       |
| 2021 | Paxtakor           | 1 - 0             | Nasaf Qarshi       |
| 2022 | Paxtakor           | 1 - 0             | Nasaf Qarshi       |
| 2023 | Nasaf Qarshi       | 2 - 1             | Paxtakor           |
| 2023 | Nasaf Qarshi       | 2 - 1             | Paxtakor           |
| 2024 | Nasaf Qarshi       | 1 - 1(4 - 3 pen.) | Paxtakor           |
| 2025 | Nasaf Qarshi       | 1 - 0             | Andijon            |

## Vittorie per squadra
| Club               | Vittorie | Sconfitte | Anni vittorie | Anni sconfitte         |
| ------------------ | -------- | --------- | ------------- | ---------------------- |
| Paxtakor           | 2        | 4         | 2021, 2022    | 1999, 2015, 2016, 2023 |
| Nasaf Qarshi       | 2        | 2         | 2016, 2023    | 2021, 2022             |
| Lokomotiv Tashkent | 2        | 1         | 2015, 2019    | 2014                   |
| Navbahor Namangan  | 1        | 0         | 1999          |                        |
| Bunyodkor          | 1        | 0         | 2014          |                        |
| AGMK Olmaliq       | 0        | 1         |               | 2019                   |